# Monodora myristica
El moscadero de África (Monodora myristica) es un árbol tropical de la familia Annonaceae. Es nativa de las selvas tropicales de África Occidental y Central, entre otros. Antiguamente sus semillas se vendían como sustituto económico de la nuez moscada. Por ello, se lo conoce también como faux muscadier (en francés, 'falsa nuez moscada') o muscade calebasse ('nuez moscada de calabaza'; en inglés, calabash nutmeg). Sin embargo, su uso como sustituto de la nuez moscada es cada vez es menos común fuera de su región de producción. Otros nombres locales son ehuru, ariwo, awerewa, ehiri, airama y lubushi.

## Cultivos e historia
El moscadero de África crece de forma natural en los bosques perennifolios de África Occidental (desde Liberia hasta Camerún), así como Angola, Uganda y Kenia en el oeste. Debido a la trata de esclavos africanos en el siglo XVIII, el árbol se introdujo en las islas del Caribe donde se estableció y se conoció como nuez moscada de Jamaica (Jamaican nutmeg). En 1897, se introdujo la Monodora myristica en los Jardines Botánicos de Bogor, Indonesia, donde los árboles florecen con regularidad, pero aún no se pueden recolectar frutos. Debido a sus flores grandes similares a las orquídeas, el árbol también se cultiva como ornamental.
Es una especia usada en la gastronomía de Angola, Benín, Camerún, República Centroafricana, República Democrática del Congo, Guinea Ecuatorial, Gabón, Ghana, Guinea-Bissau, Costa de Marfil, Kenia, Liberia, Nigeria, República del Congo, Sierra Leona, Sudán, Tanzania, Togo y Uganda.

## Descripción botánica

### Árbol y hojas
El árbol Monodora myristica puede alcanzar una altura de 35 m y 2 m de diámetro a la altura del pecho (DAP). Tiene un tronco despejado y ramas en horizontal. Las hojas están dispuestas alternativamente y caídas, siendo la lámina de la hoja elíptica, oblonga o más ancha hacia el ápice y afinándose hacia el tallo. Son pecioladas y pueden alcanzar un tamaño de hasta 45 x 20 cm.

### Flor
La flor aparece en la base de los nuevos brotes y es singular, colgante, grande y fragante. El pedicelo tiene una bráctea en forma de hoja y puede alcanzar los 20 cm de longitud. Los sépalos de la flor tienen manchas rojas, crujientes y miden 2,5 cm de largo. La corola está formada por seis pétalos de los cuales los tres exteriores alcanzan una longitud de 10 cm y presentan márgenes rizados y manchas rojas, verdes y amarillas. Los tres pétalos interiores son casi triangulares y forman un cono blanco-amarillento que por fuera tiene manchas rojas y verde por dentro. Los estigmas de la flor se vuelven receptivos antes de que maduren sus estambres y pierdan su polen (protógino). Su polen se desprende como tétradas permanentes. La flor es polinizada por insectos.

### Fruta y semillas
El fruto es una baya de 20 cm de diámetro y es lisa, verde y esférica y se vuelve leñosa. Se fija a un tallo largo de hasta 60 cm de largo. Dentro del fruto, las numerosas semillas oblongoides, de color marrón pálido, de 1,5 cm de largo están rodeadas por una pulpa blanquecina fragante. Las semillas contienen 5-9% de un aceite esencial incoloro.

## Usos

### Fruta y semillas
El olor y el sabor de la semilla de Monodora myristica es similar a la nuez moscada y se utiliza como especia popular en la cocina de África Occidental. Los frutos se recolectan de árboles silvestres y las semillas se secan y se venden enteras o molidas para ser utilizadas en guisos, sopas, pasteles y postres. Con fines medicinales se utilizan como estimulantes, estomacales, para dolores de cabeza, llagas y también como repelente de insectos. Las semillas también se hacen collares.

### Madera y corteza
La madera del moscadero de África es dura pero fácil de trabajar y se utiliza para carpintería, herrajes y ebanistería. En medicina, la corteza se utiliza en tratamientos de dolores de estómago, dolores febriles, enfermedades oculares y hemorroides.

## Compuestos químicos
El aceite esencial que se puede obtener de las hojas contiene β-cariofileno, α-humuleno y α-pineno. Los principales compuestos que se encuentran en el aceite esencial de las semillas son α-felandreno, α-pineno, mirceno, limoneno y pineno.

## Taxonomía
La especie fue descrita inicialmente como Annona myristica por Joseph Gärtner y publicado en De Fructibus et Seminibus Plantarum 2, 194. t. 125, en 1791, actualmente es tanto un sinónimo como el basónimo de esta; y ulteriormente, sería transferida al género Monodora por Michel Félix Dunal en Monographie de la famille des Anonacées 80, en 1817.

#### Etimología
Ver: Monodora
myristica: epíteto proveniente del vocablo griego antiguo μυριστικός (myristikós); "fragrante, adecuado para ungir", dado a la nuez moscada, y este a su vez, del también vocablo griego antiguo μύρον (myron); "bálsamo, crisma, mirra, ungüento", en referencia a sus similitudes con la nuez moscada.
Formas
Comprende 2 formas aceptadas:
- Monodora myristica f. atypica Tisser. y Sillans, 1958
- Monodora myristica f. myristica